# Ясінський Ярослав Васильович
Яросла́в Васи́льович Ясі́нський (3 січня 1941, с. Ліски, Коломийський район, Івано-Франківська область) — український поет, прозаїк, член Національної спілки письменників України та Національної спілки журналістів України, Всеукраїнського товариства «Просвіта» ім. Т. Шевченка, Коломийського літературного товариства «Плин», Асоціації українських письменників.

## Життєпис
Народився 3 січня 1941 р. в с. Ліски Коломийського району. Закінчив філологічний факультет Івано-Франківського педагогічного інституту ім. В. Стефаника. Мешкає в рідному селі.
Працював учителем Коршівської середньої школи У Лісківській восьмирічній школі працював вчителем співів, вчителем Коршівського сільського профтехучилища на Коломийщині, культосвітнім працівником у с. Хриплині та Чернієві Тисменицького району.
Публікувався в місцевій пресі, журналах «Перевал», «Дзвін», в «Буковинському журналі».

## Творчий доробок
Автор низки поетичних збірок, віршів для дітей, п'єс, документально-художньої повісті «Кураї, або Варіації ошийника» про долю заробітчан, інших творів.
Ярослав Ясінський — активний громадський діяч, організатор Літературно-мистецького фестивалю ім. Квітки Цісик, який щорічно проходить у Лісках на Циганському горбі — обійсті поета.

## Нагороди
- лауреат літературної премії ім. В. Стефаника 2013 року (номінація «поезія») за збірку віршів «Ордалія» (2012).
- лауреат Літературної премії імені Тараса Мельничука 2005 року за книги «До волі», «Празькі квєтіни» та «Коливо».